# Уймень (село)
Уймень — село в Чойском районе Республики Алтай России. Административный центр Уйменского сельского поселения.

## География
Расположено в 75 км к юго-востоку от Горно-Алтайска, в долине реки Уймени, в месте впадения реки Юзели. Со всех сторон окружено горами высотой 900—1000 метров. Исключение составляет гора Плешивая (1771 м). Окрестности села достаточно плотно покрыты лесами, основу которых составляют пихта, кедр, береза и осина.

## Социальная сфера
Имеются отделение «Почты России», школа, фельдшерско-акушерский пункт, дом культуры, детский сад.

## Экономика
Лесопилки. Сельское хозяйство в основном представлено личными подсобными хозяйствами.

### Связь
Услуги мобильной связи предоставлены оператором «Билайн» в формате 2G, 4G. Доступ к широкополосному интернету представляет ПАО «Ростелеком». Интернет и связь там очень плохие.

### Торговля
Действуют два частных магазина.

### Транспорт
Добраться в село можно по гравийной дороге от с. Каракокша.

## История
По некоторым данным, село раньше называлось Этапом. Образовано оно было как колония плененных во время Великой Отечественной войны немецких солдат. После 1954 года многие из них уехали в Германию, но немало осталось жить в селе. Тем не менее, постепенно все уехали на родину.

## Население
| 2010 | 2011 | 2012 | 2013 | 2014 | 2015 | 2016 |
| ---- | ---- | ---- | ---- | ---- | ---- | ---- |
| 372  | →372 | ↗376 | ↗381 | ↗387 | ↗397 | ↘387 |
| 2017 | 2018 | 2019 | 2020 | 2021 |      |      |
| ↘381 | ↘379 | ↘373 | ↘365 | ↘340 |      |      |

В основном население православное.